# Okrouhlík (pravěké sídliště)
Okrouhlík je pravěká archeologická lokalita jihozápadně od Bylan poblíž Českého Brodu v okrese Kolín. Tvoří ji eneolitické sídliště na nízkém návrší nad pravým břehem potoka Bylanka. Místo je chráněno jako kulturní památka.
Eneolitické sídliště stávalo na zemědělsky využívaném návrší Okrouhlík s nadmořskou výškou 254 metrů. Návrší vybíhá z terasové plošiny a jeho svahy na jižní a západní straně strmě klesají do údolí potoka, jehož dno převyšují asi o patnáct metrů. Sídliště nejspíše nebylo opevněné.
O výzkum sídliště se v první polovině dvacátého století zasloužil archeolog František Dvořák, rodák z nedalekých Červených Peček, později popravený nacisty. Dokumentace jeho archeologického výzkumu na lokalitě zmizela. Na základě jím nalezené keramiky lze ovšem soudit, že toto výšinné sídliště bylo osídleno lidmi kultury s nálevkovitými poháry, kultury s kanelovanou keramikou a zejména příslušníky řivnáčské kultury. Menší příměs střepů náležela také kultuře kulovitých amfor a vučedolské kultuře. Poslední fází osídlení lokality bylo sídliště starší únětické kultury v době bronzové.